# Puerto de Nieto
Puerto de Nieto es una localidad del estado mexicano de Guanajuato. Es parte del municipio de San Miguel de Allende.

## Demografía
| Gráfica de evolución demográfica |
|                                  |

| Censo | Población |
| ----- | --------- |
| 1970  | 4         |
| 1980  | 1 349     |
| 1990  | 946       |
| 2000  | 1 154     |
| 2010  | 1 305     |
| 2020  | 1 524     |